# Desmognathus pascagoula
Desmognathus pascagoula — вид хвостатих земноводних родини безлегеневих саламандр (Plethodontidae). Описаний у 2022 році.

## Поширення
Ендемік США. Мешканець прибережної рівнини Мексиканської затоки на південному сході Міссісіпі та південно-західної Алабами.

## Опис
Вид включає популяції, яких спершу віднесли до D. valentinei, але він морфологічно, генетично та географічно відмінний. Він менший, має чіткіший малюнок забарвлення на спині, більш неправильні білуваті «ілюмінатори» до трьох рядів на бічних поверхнях тіла та хвоста та яскравішу помаранчеву або жовтувато-помаранчеву смужку на окулярах.